# Oskarström
För andra betydelser, se Oskarström (olika betydelser).

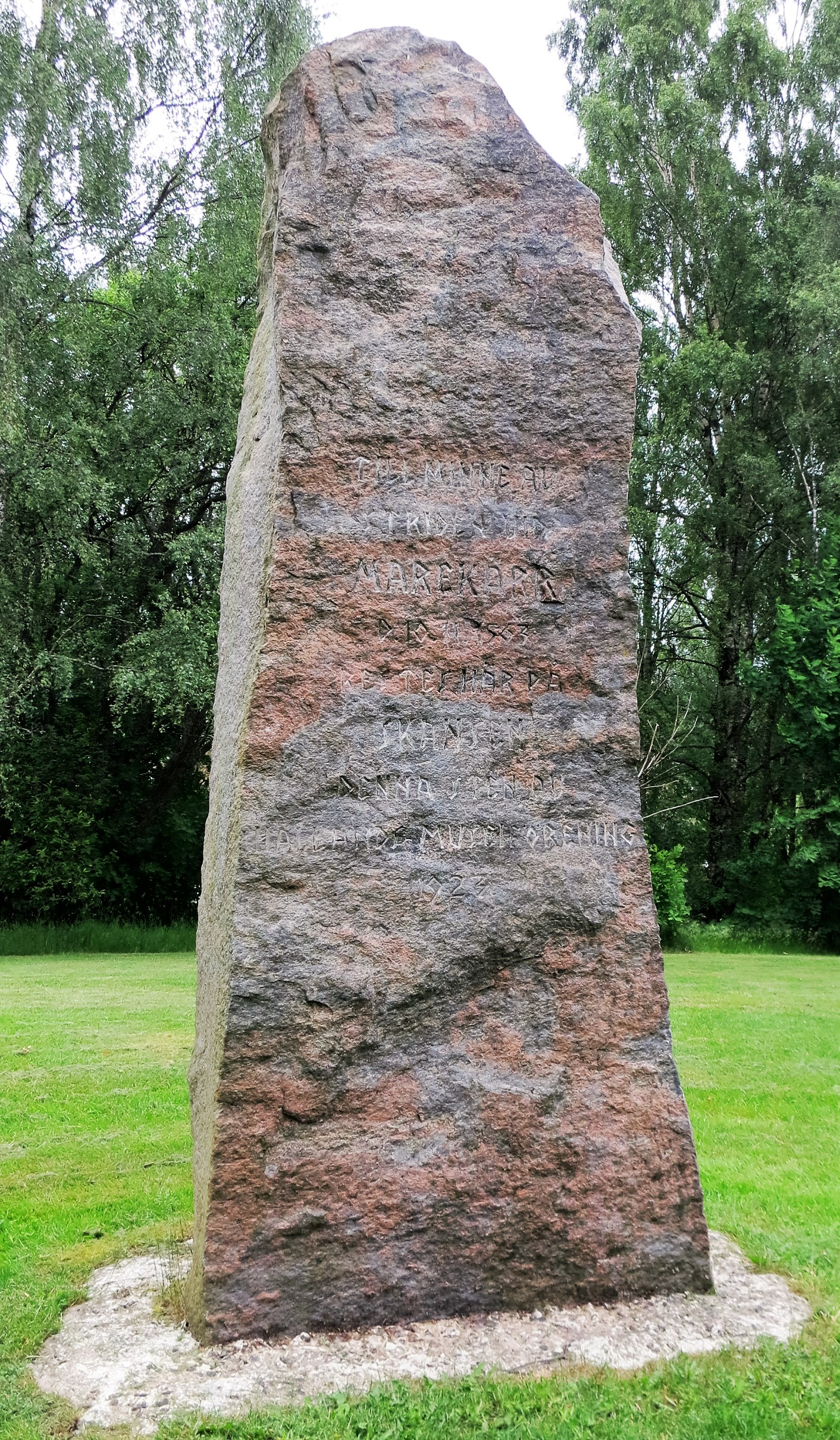
Minnessten, rest 1923. "Till minne av striden vid Marekärr D 10 11 1563 reste här på Skansen denna sten av Hallands musei förening 1923"

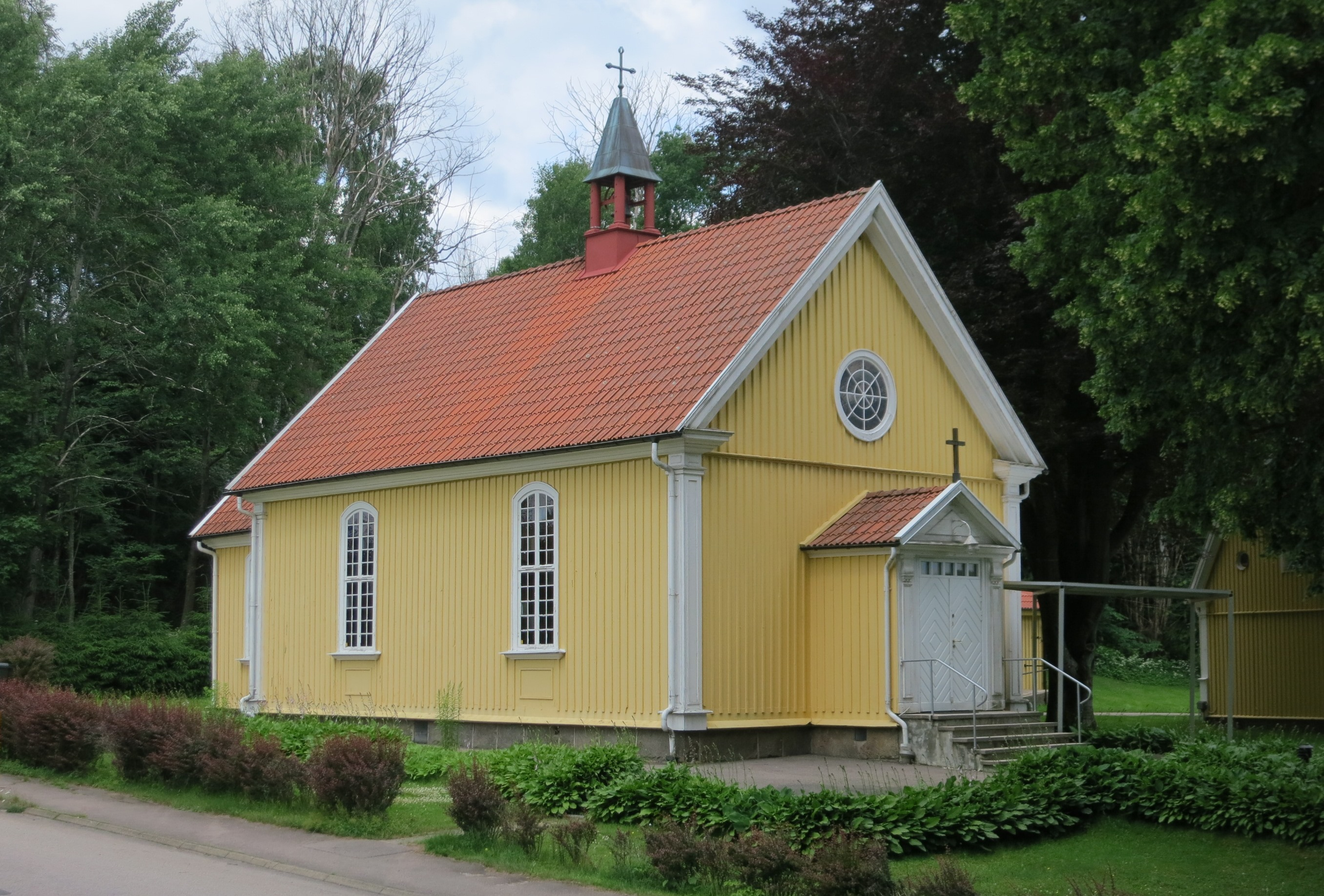
Katolska Mariakyrkan i Oskarström, uppförd 1925

Oskarström är en tätort i Halmstads kommun i Hallands län. 
Oskarström ligger utmed riksväg 26 (Nissastigen) 17 km nordost om Halmstads centrum. Samhället breder ut sig på båda sidor om Nissans dalgång och ligger där lummigt inbäddad omgiven av lövskogsklädda höjder och granskog.

## Historia

### Förhistoria
Under järnåldern fanns i nuvarande Vrenninge en bofast jordbrukarbefolkning. Som bevis på detta finns det bygravfält med järnåldersdös, domarring och treudd.

### Senare historia
Byarna Mared och Espered tillkom troligen i början av medeltiden och var ungefär lika stora till mitten av 1880-talet.
Under Nordiska sjuårskriget (1563–1570) stred svenskarna under ledning av befälhavaren Charles de Mornay mot danska kungen Fredrik II i slaget vid Mareds kärr, som stod där nuvarande Oskarström nu ligger. Till minne av detta reste Hallands Museiförening 1923 en minnessten.

### Samhället Oskarström
På östra sidan av Nissan fanns fram till mitten av 1800-talet, Espereds tullkvarn. 
Namnet Oskarström är inte efter kungarna Oscar I eller Oscar II utan bokhållaren Oscar Björkman född i Ulricehamn som 1844 köpte en bit mark med tillhörande vattenfall vid Nissan. Han byggde ett sågverk på fastigheten, som han döpte efter sig själv – Oscarsström. När ortnamnet 1850 skrevs i Hallands Läns Tidning, stod det Oskarsström. År 1848 sålde Oscar Björkman sin anläggning till herrar Lundgren och Ljunggren från Halmstad. De lät riva Björkmans såg, som bara varit i bruk i 3-4 år. I stället byggde man en tullkvarn på samma plats med det tillstånd Björkman hade skaffat. Tullkvarnen togs i bruk 1850. Senare utökades kvarnen och en såg uppfördes.
Järnvägslinjen mellan Halmstad och Värnamo blev klar 1877. Ett stationshus byggdes 1882 i Oskarström. År 1885 köptes Oscarsström av Isak Andreas och Carl Wilhelm Wallberg och de anlade en hattfabrik 1886 som sysselsatte ett hundratal från bygden fram till 1888, då fabriken flyttades ner till Wallbergs Fabriks AB vid Dragvägen vid Nissan i Halmstad och fallet var därmed outnyttjat. 
År 1890 startade Oskarsströms Jutefabrik, efter att på bara nio månader byggt upp fabriken. Detta var grunden till det moderna industrisamhället. Maredsskolan och arbetarbostäder i form av låg- och högkaserner uppfördes i tysk stil för att passa de vävare som kommit från Sudetenland i nuvarande Tjeckien. År 1905 blev Oskarsström municipalsamhälle. År 1907 startade Oskarströms Sulfit AB som även de uppförde arbetarbostäder. I samband med Jutefabrikens byggnation 1888-1889 byggdes stickspår ner till fabriken, 1907 var spår också byggt ner till Sulfitfabriken. 
År 1918 invigdes Oskarströms kyrka.

### Laxfisket
Laxfisket har alltid varit betydande utmed stränderna, för att 1870 bli mer kontrollerat med en laxodlingsanstalt på orten. USA:s Stockholmsminister på 1850-talet, William Thomas var nog den förste "turisten" som upptäckte naturen och laxfisket i Oskarström och en av klipporna i fallet i Nissan bär fortfarande namnet "Mr Thomas sten". 
Under slutet av 1800-talet fick det fina laxfisket i Nissan uppmärksamhet från engelsmän och skottar, men också förmögna Halmstadbor hittade hit, både för att fiska och att uppleva den säregna naturen. Därför uppfördes 1880 ett hotell, för att härbärgera turisterna, men även industrifolk som kom till orten. Innan dess hade inspektör Jonsson, som skötte laxodlingen inackordering i sex veckor med fritt fiske till en kostnad av 3 500 Kr, men fångsten fick inte behållas. När industriutsläppen ökade på 1900-talet kunde inte laxbeståndet fortleva. År 1905 fångades bara en lax på 3 kilo. Omfattande rening av spillvatten från industrierna har gjort att laxen numera återvänt till Oskarström.

### Kommunikationer
Järnvägslinjen Halmstad–Nässjö anlades av järnvägsbolaget Halmstad–Nässjö Järnvägar, HNJ, år 1877 och blev en viktig kommunikationsväg både för gods och persontrafik för orten. År 1882 byggdes stationshuset. Järnvägen övertogs 1946 av SJ och används fortfarande för persontrafik och godsbefordran.
År 1877 fick Oskarström sitt första postkontor. Oskarström fick telefonstation 1905 men järnvägen skötte telegramtrafiken med sin järnvägstelegraf betydligt längre.
År 1923 startade Albert Johansson busstrafik mellan Halmstad och Oskarström. Så småningom började HNJ känna sig hotad av det lilla bussföretaget, och fick 1927 länsstyrelsens tillstånd att bedriva busstrafik mellan Halmstad och Oskarström. Omedelbart inledde HNJ en hård konkurrens. Under rubriken "Det stora busskriget" uppmärksammades kampen inte bara i lokalpressen utan också i stora delar av övriga landet. När kilometerpriset för resan var nere i under 2 öre kunde Johanssons Busstrafik inte längre stå emot utan tvingades år 1932 att överlåta rörelsen till HNJ.

### Administrativa tillhörigheter

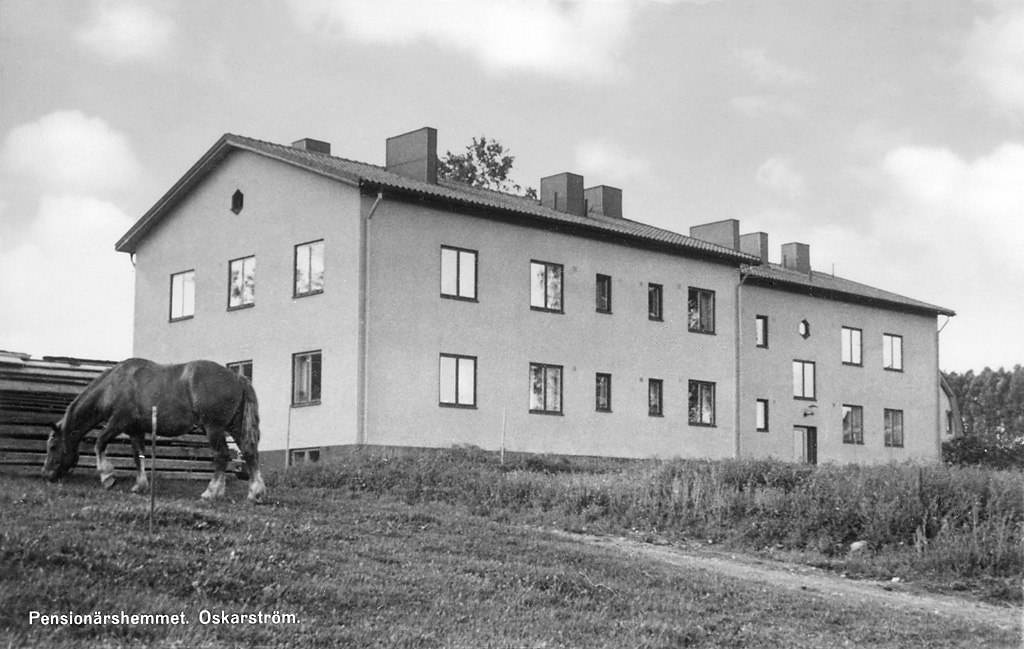
Pensionärshemmet i Oskarström under mitten av 1900-talet.

Oskarström är belägen i Enslövs socken och Slättåkra socken och ingick efter kommunreformen 1862 i Enslövs landskommun och Slättåkra landskommun, där Oskarströms municipalsamhälle inrättades 27 januari 1905, före 15 maj 1936 stavat Oskarsström. Den 1 januari 1947 utbröts orten och dess närområde ur landskommunen och bildade Oskarströms köping. Köpingskommunen blev Oskarströms kommun 1971 och uppgick 1974 i Halmstads kommun.
I kyrkligt hänseende har Oskarström till 1957 hört till Enslövs församling och Slättåkra församling och från 1957 till Oskarströms församling.
Orten ingick till 1890 i Tönnersjö tingslag och Halmstads tingslag därefter till 1948 i Halmstads och Tönnersjö tingslag och sedan till 1971 i Höks, Tönnersjö och Halmstads tingslag. Från 1971 till 1975 ingick orten i Hallands södra tingsrätts domsaga och Oskarstöm ingår sedan 1975 i Halmstads tingsrätts domsaga.

### Befolkningsutveckling
| Befolkningsutvecklingen i Oskarström 1900–2020 | Befolkningsutvecklingen i Oskarström 1900–2020 | Befolkningsutvecklingen i Oskarström 1900–2020 | Befolkningsutvecklingen i Oskarström 1900–2020 | Befolkningsutvecklingen i Oskarström 1900–2020 |
| ---------------------------------------------- | ---------------------------------------------- | ---------------------------------------------- | ---------------------------------------------- | ---------------------------------------------- |
|                                                |                                                |                                                |                                                |                                                |
| År                                             |                                                |                                                | Folkmängd                                      | Areal (ha)                                     |
| 1900                                           | 1900                                           |                                                | 1 147                                          | †                                              |
| 1960                                           | 1960                                           |                                                | 2 852                                          |                                                |
| 1965                                           | 1965                                           |                                                | 3 220                                          |                                                |
| 1970                                           | 1970                                           |                                                | 3 335                                          |                                                |
| 1975                                           | 1975                                           |                                                | 3 702                                          |                                                |
| 1980                                           | 1980                                           |                                                | 4 019                                          |                                                |
| 1990                                           | 1990                                           |                                                | 4 009                                          | 346                                            |
| 1995                                           | 1995                                           |                                                | 3 978                                          | 348                                            |
| 2000                                           | 2000                                           |                                                | 3 867                                          | 348                                            |
| 2005                                           | 2005                                           |                                                | 4 011                                          | 349                                            |
| 2010                                           | 2010                                           |                                                | 4 071                                          | 349                                            |
| 2015                                           | 2015                                           |                                                | 4 172                                          | 340                                            |
| 2020                                           | 2020                                           |                                                | 4 157                                          | 342                                            |
| † Som köpingsliknande samhälle 1900.           |                                                |                                                |                                                |                                                |

## Service
På orten finns vårdcentral, apotek, tandläkare, bibliotek, skolor (Valhallaskolan, årskurs 1–6; Esperedskolan, årskurs 1–6 och Österledskolan, årskurs 7–9), två matbutiker (ICA och Hemköp), tre pizzerior, en asiatisk restaurang, frisörer, tre bensinstationer, bilverkstad, färgaffär, biltvätt, gym, begravningsbyrå, massör, krog och en biograf.

### Handel
Oskarström hade tidigare en egen konsumentförening, Konsum Oskarström som etablerades 1916. Föreningen gick bra under på 1970-talet när samhället expanderade och invigde 1975 ett varuhus vid bron, kallat "Konsummarknaden". Den kompletterades sedermera med en Servusbutik kallad "Guldklimpen" i ortens västra del.
I december 2005 försattes föreningen i likvidation. Konsumbutiken stängde den 27 april 2006. I mars 2006 såldes butiken till Icahandlaren i Ålem som öppnade butiken som Matöppet. Matöppet gick i sin tur i konkurs hösten 2008. I december 2008 öppnade den åter som en Ica Nära.
År 2003 etablerade Systembolaget en butik i Oskarström. Den sades då vara den sista systembolagsbutiken som skulle etableras i Halland. Systembolaget blev kortvarigt och lades ner i november 2014.

### Bankväsende
En egen sparbank för Oskarström, Oskarströms sparbank, grundades 1908. Sparbanken uppgick år 1919 i Hallands lantmannabank som i sin tur år 1924 kom att uppgå i Nordiska Handelsbanken (snart ombildad som Göteborgs handelsbank). När Göteborgs handelsbank delades upp 1949 fördes kontoret i Oskarström över till Göteborgs bank. Kontoret fanns kvar in på 1990-talet när det lades ner av Nordbanken.
Den 21 december 2017 stängde Swedbank i Oskarström, varefter orten saknade bankkontor.

## Näringsliv
De främsta arbetsplatserna var Scandinaviska Jutefabriken som startade 1890 och Oskarströms Sulfit AB som startade 1907. Fram till 1930-talet var dessa de enda industriarbetsplatserna i samhället. Idag består industriverksamheten av Nitator (legotillverkning till fordonstillverkare), CWS-boco (industritvätt), Demotex (köksinredningar) och Sweden Hydro Tools (hydrauliska komponenter). Våren 2011 kom beskedet att Johns Manville (före detta Skandinaviska Jutefabriken) avsåg att lägga ned sin tillverkning på orten.
I samhället finns sedan 1923 en hantverk- och industriförening. Nissans vattenkraft utnyttjas via tre kraftverk i och kring Oskarström med en sammanlagd effekt på 24,5 GWh/år.

## Kyrkor och trossamfund
- Oskarströms församling tillhör Göteborgs stift i Svenska kyrkan
- Mariakyrkan tillhör Sankta Maria katolska församling i Stockholms katolska stift
- Björntorpskyrkan tillhör Pingströrelsen

## Sport
Förutom en fotbollsanläggning med flera planer finns det även två idrottshallar, en utomhus simanläggning med uppvärmd femtiometers bassäng och två mindre bassänger, skidbacke med skidlift och en konstfrusen isbana.
- Oskarströmsgymnasterna som håller på med truppgymnastik har ca 200 aktiva medlemmar och arrangerar varje år sedan 2006 en av Sveriges största Truppgymnastiktävlingar i slutet av augusti i Oskarström
- Oskarströms badmintonklubb-OBMK har cirka 100 medlemmar.
- Oskarströms IS är samhällets fotbollsklubb och har Esperedsvallen som sin hemmaplan.
- Oskarströms Bandyklubb (OBK) har en egen konstfrusen bandybana, kallad Strömvallen.
- BK 80 är brottarklubben på orten.
- BTK 2000 heter bordtennisklubben i Oskarström, klubben är numer vilande. Pingisskola för barn och ungdomar bedrivs på orten av Halmstad BTK.
- Oskarströms Skidklubb har egen slalombacke Vrenningebacken med två liftar i Oskarström och tillhörande värmestuga.
- Oskarströms OK är ortens orienteringsklubb och har Hökatorpet som sin klubbstuga.
- Oskarströms Skytteförening är ortens äldsta förening och bildades 1901 då de fick mark till en skjutbana på Lövhult av Jutefabriken. Föreningen har fortfarande sin verksamhet där, men med en ny bana något längre söderut.
- Cykelklubben Halmstad CK har sin utgångspunkt från Oskarström.
- IBK Oskarström är ortens innebandyklubb som har ett femtiotal medlemmar. Verksamheten bedrivs i Oskarströmshallen.